# Libercourt
Libercourt is een gemeente in het Franse departement Pas-de-Calais (regio Hauts-de-France). De gemeente maakt deel uit van het arrondissement Lens. Libercourt telde op 1 januari 2022 8.047 inwoners.

## Geschiedenis

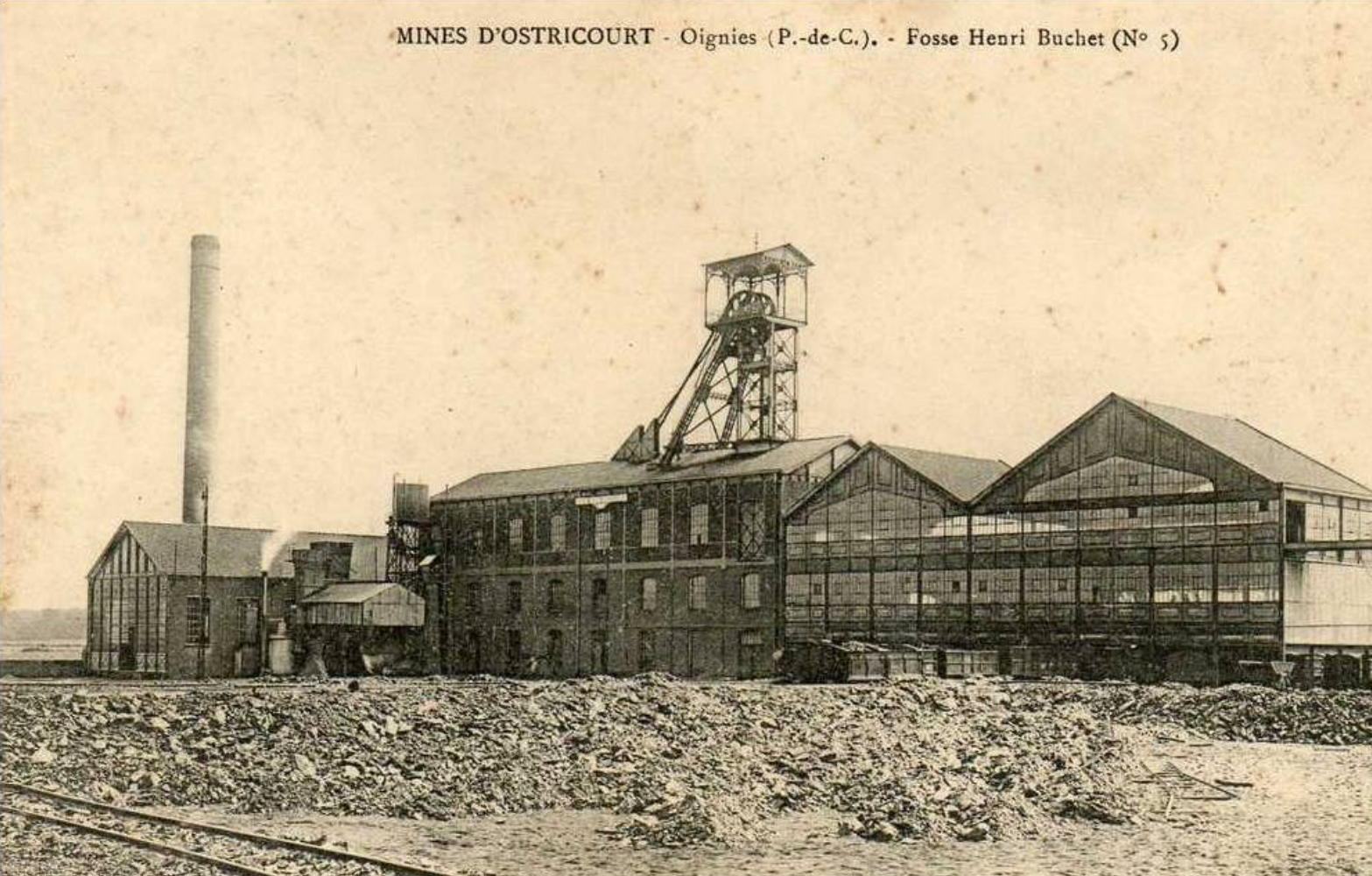
Mijnschacht nr. 5

Oude vermeldingen van de plaats gaan terug tot de 13de eeuw als Libercours.
Libercourt was vroeger een gehucht van Carvin, dat zo'n vier kilometer ten westen ligt. Het bleef tot in de 19de eeuw landelijk, gelegen in een bosomgeving.
Na de ontdekking van steenkool in de omgeving opende vanaf de tweede helft de Compagnie des mines d'Ostricourt uit het nabijgelegen Oignies hier verschillende mijnschachten en in 1865 werd het station van Libercourt geopend. Door deze industrialisatie groeide het dorp en verschillende cités werden opgetrokken.
In 1947 werd Libercourt uiteindelijk als zelfstandige gemeente afgesplitst van Carvin.

## Geografie
De oppervlakte van Libercourt bedroeg op 1 januari 2022 6,6 vierkante kilometer; de bevolkingsdichtheid was toen 1.219,2 inwoners per km².
| |  |  |
| Links een kaart van de gemeente met belangrijkste infrastructuur, bodemgebruik en omliggende gemeenten. Rechts de Église Notre Dame. |  |  |

## Bezienswaardigheden
- De Église Notre-Dame-de-l'Assomption in het oude centrum van Libercourt
- De Église Saint-Henri uit 1960 in de mijnwerkerswijken
- De zogenaamde Mine-image van mijnput nr. 2, op de grens met Oignies, is een mijnsite, met gereconstrueerde  mijngalerijen en technische installaties. De site werd ingeschreven als monument historique in 2009.

## Demografie
Onderstaande figuur toont het verloop van het inwonertal (bron: INSEE-tellingen).

## Verkeer en vervoer

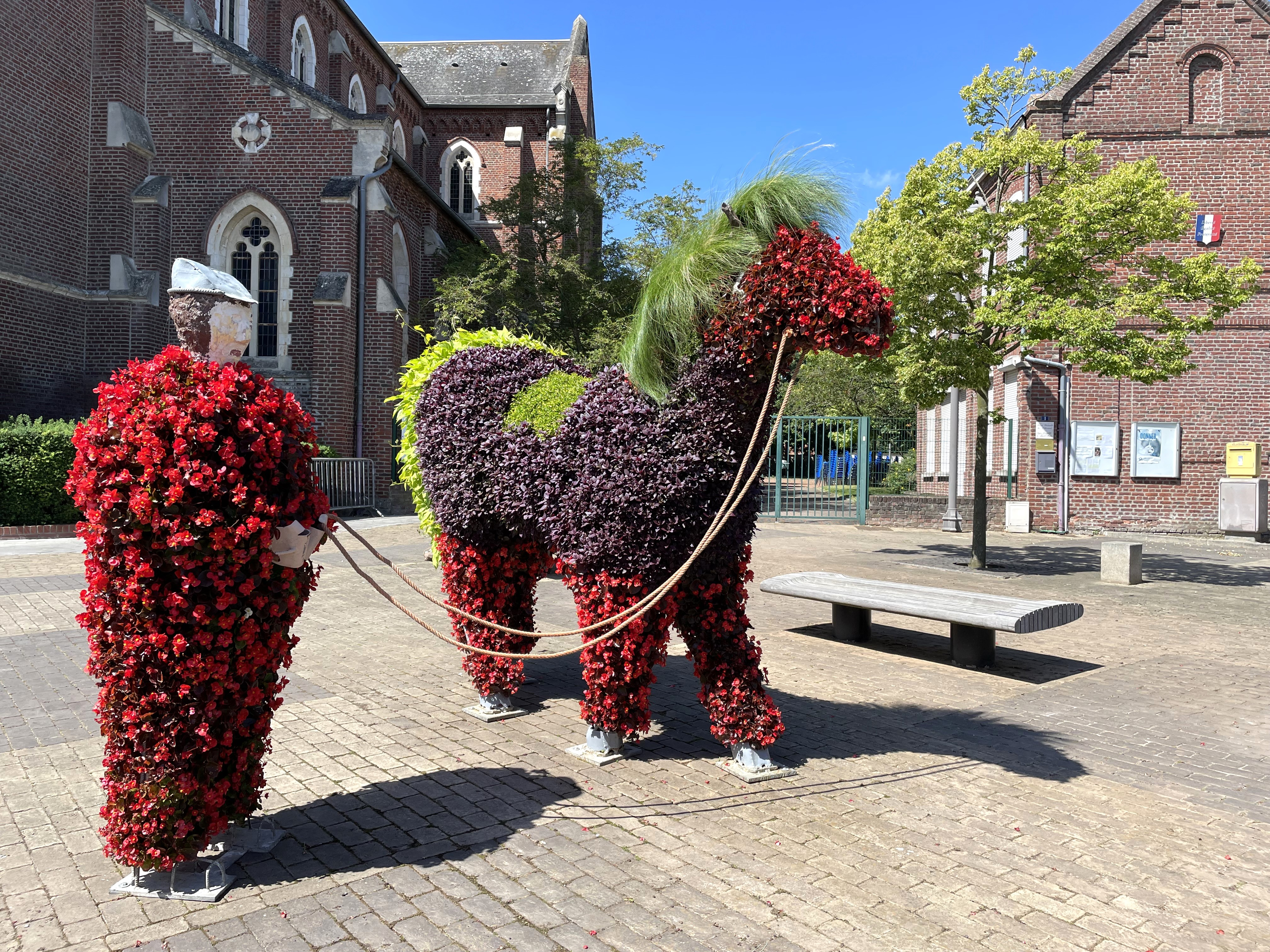
Een man en paard gemaakt van bloemen op het plein voor de kerk. Libercourt neemt elk jaar deel aan de “wedstrijd van steden en dorpen in bloei” en heeft een hoog niveau van "3 bloemen" bereikt.

In de gemeente ligt spoorstation Libercourt op de lijn Parijs - Rijsel.
Door Libercourt loopt de autosnelweg A1/E17.